# 白花镇 (宜宾市)
白花镇是中华人民共和国四川省宜宾市翠屏区下辖的一个镇。
2018年6月19日，国务院批复同意四川省调整宜宾市部分行政区划，将原宜宾县的白花镇划归翠屏区管辖。
2019年8月，撤销孔滩镇，将其所属行政区域划归白花镇管辖。

## 行政区划
白花镇下辖以下村级行政区划单位：
和平社区、柏杨社区、通关村、杉木村、火地村、坝上村、建军村、黄塔村、碾子村、新天村、郭家村、卫星村、黄坝村、大咀村、新房村、双桥村、凤形村、石柱村、局房村、黄荆村、刘家村、小屋村、许家村、李棕村、一曼村、鱼坝村、桐林村、蔡家村和集中村、孔滩社区、白龙社区、三星村、江湾村、仁艾村、六乡村、孔滩村、玉家村、大沱村、吴场村、金凤村、大佛村、金场村、杨桥村、互和村、龙华村、万家村、白洋村、复兴村、马乾村、四合村、跃进村、杨庙村、天堂村、白龙村、何家村、东林村、李台村、高升村和羊石村。